# Culex lucaris
Culex lucaris är en tvåvingeart som beskrevs av Donald Henry Colless 1965. Culex lucaris ingår i släktet Culex och familjen stickmyggor. Inga underarter finns listade i Catalogue of Life.